# 断碑
『断碑』（だんぴ）は、松本清張の短編小説。『別冊文藝春秋』1954年12月号に「風雪断碑」の題で掲載され、1956年11月に短編集『風雪』収録の1編として、角川書店より刊行された。考古学を志す主人公が、学歴や学説上の対立に翻弄される姿を描く。

## あらすじ
木村卓治が代用教員のころ、最初に考古学の教えをうけていたのは京都帝国大学の助教授杉山道雄からである。しかし京大で疎まれた卓治は、東京帝室博物館歴史課長の高崎健二に指導を頼む。高崎は卓治の送った調査ノートに感心し、卓治の原稿は雑誌に掲載される。高崎は卓治を東京帝室博物館の助手として雇い入れようとするが、旧制中学卒業の学歴を理由に事務官が反対し、卓治の博物館入りは取消しとなる。卓治は高崎を恨み、憎んだ。
卓治はグループを結集して「中央考古学界」を組織し、機関誌『考古学界』を出した。編集は卓治が受けもった。卓治が機関誌に載せた調査報告書の内容は、今までの高崎様式とそれに少し進歩した杉山様式に対する反逆であった。翌月、高崎から今後の出入り禁止の伝言が来て、続いて杉山から忘恩を非難する手紙が来たため、卓治は絶交状を投函、すると博物館の佐藤卯一郎も出入りの遠慮を申し出る。
昭和6年、卓治はフランスに洋行するが、肺患を進昂させた以外は一物も得ずに空しい一年を送っただけであった。帰国後の卓治の研究は弥生式土器の研究に向かい、初めて独創の主題を掴む。熱のある時は、濡れタオルを額に当ててペンを動かした。妻のシズエに感想を迫ったが、シズエも毎日熱が出る身体となっており、耳もよく聞こえなくなっていた。
昭和10年にシズエは息を引いた。シズエの死から三か月後、卓治は34歳で息をひいた。

## モデルと目される人物
本作はフィクションであり、時系列や設定など、実在の人物とは異なる虚構が含まれている。
- 木村卓治 - 森本六爾
- 高崎健二 - 高橋健自
- 杉山道雄 - 梅原末治
- 佐藤卯一郎 - 後藤守一
- 熊田良作 - 濱田耕作
- 南恵吉 - 三宅米吉
- 久保シズエ - 浅川ミツギ
- 木村剣 - 森本鑑
- 小山貞輔 - 中島利一郎
- 資産家T[1] - 坪井良平
- フランス留学中のN[2] - 中谷治宇二郎
- 年若い学徒H[3] - 樋口清之
- 『考古学界』の若い同人M[4] - 丸茂武重
- 『考古学界』の同人S[4] - 杉原荘介
- 『考古学界』の同人F[4] - 藤森栄一
- 鳥居龍蔵は実名で言及されている。

## 著者による言及
著者は本作について数回にわたり言及している。
- 本作を収録した短編集『風雪』の「あとがき」において「「断碑」（「別冊文藝春秋四十三号」）は若くして死んだ考古学者森本六爾のことからとった。私は彼を調べるのに、かなりの労を費したつもりだが、書いたものはそれからかなり離れたものになった。森本六爾の生涯は誰かがいつか正確に書くであろう。私は、私なりの彼をここに書いた」と述べている[5]。
- 1961年に「私の初めのころの作品に『断碑』というのがある。昭和三十年に書いたもので、私としては最も愛惜している小説の一つである」「私が初めて、森本六爾の名を知ったのは九州の新聞社に勤めてきたときである。そのころ、同じ職場にいた人が考古学に興味をもっていて、何かと私に話してくれたが、あるとき、とうとう森本六爾もなくなりましたね、夫婦で、考古学と討ち死にしたようなものです、と感慨深そうに云った。当時、私は森本六爾がどのような人か知らなかった。しかし、この言葉がいつまでも私の心から離れなかった。私は森本六爾のことを調べはじめた。まず、彼の著書から勉強したように思っている。昭和二十八年の暮れに、私は東京に転勤となった。このとき初めて、森本六爾の人物を調べてみようと思った。これは、彼の伝記が残っていないので、その交遊関係から調べてゆくほかない。私は森本六爾と親しかった國學院の考古学主任樋口清之氏に話を聞いた。同教授の話から、森本六爾周辺の人たちが初めてわかった。当時、私は藤沢市に下宿していたが、その年の暮れから正月にかけて信州に旅立った。諏訪市に藤森栄一氏をたずねた。同氏は森本六爾の数少ない弟子の一人である。現在では諏訪で書店を経営しているが、ちょうど、私の泊った宿のすぐ隣が藤森さんの家だったのは奇縁だった」「気ぜわしい大みそかのひとときと、元旦の数時間、私は藤森さんから森本六爾の話を聞いた。それから、東大の考古学教室の関野雄氏や、明大の主任教授後藤守一氏や杉原荘介氏などをたずねた。森本六爾の人格が一番わかったのは、言語学者の中島利一郎氏からだった。中島氏は森本夫妻の媒酌人であり、森本夫人は中島夫人と縁戚に当たる。そんなことでいい材料が取れた。私は世田谷の豪徳寺の奥にある中島氏宅を何回となくたずねた」「私が森本夫婦のことをテーマにしたのは、彼の学問への直観力と、官学に対する執拗な反抗である。私の作品に多い主人公の原型は、この森本六爾を書いたときにはじまる」「『断碑』を書いたことで、私は文学的にも自分の道を発見したように思っている」と述べている[6]。
- 1972年に「『断碑』は小倉にいるときから持ちつづけていた題材だった。その年（松本注・昭和二十八年）の暮から正月にかけて「『断碑』の主人公である森本六爾夫妻のことをききに信州上諏訪に行き、森本氏の弟子藤森氏に会った。私はこの不遇な才能ある考古学者を調べるために今までいちばん多くの人に会っている。森本氏の私生活は、言語学者中島氏に負うところが大きかった。まだ朝日新聞社に出ているころで、出勤の途次、世田谷の中島氏の家をほとんど毎日訪ねたものだった。このときほど東京というところが勉強に便利だと思ったことはなかった。私の考古学物の最初の作品である」と述べている[7]。

## 考古学者の反応

### 取材対象者
本作の取材を受けた藤森栄一による回顧として以下の記述がある。
- 1967年に「松本さんは、二階の奥の「岩の間」にいた。北向きだが、真白い穂高の見える部屋だった。（中略）岩の間で、松本さんは、コタツにしがみついてうんうん唸りながら原稿を書いていた。出された三枚の名刺は、國學院の樋口清之さん、佐野大和さんの紹介状と、いま一つの、いちばん悪い紙質で、きたない印刷のが、松本さんのだった」「森本さんのことを聞かれるのは、心からつらかった。森本さんは死ぬとき、蒼い枯枝のような指で、私の掌をさすり、- 私の遺産、雑誌『考古学』をたのむ - といわれた。その『考古学』は私がつぶした。ガマのような胆汁質の顔をギラギラさせ、厚い近眼鏡の中から光る松本さんの鋭い眼を、大島をぞろりと着流した微醺の眼ではまともには見かえせなかった」「松本さんは、森本六爾が、その後の自分の作品にでてくる清張型主人公の原型になり、また『断碑』を書いたことで、文学的にも、自分の道を発見したといっている。それから、今日にいたる、松本さんの描いたたくさんの人格の原型となるということは、それ自体実に大変なことである。むろん考古学者の業績などの高低でいえるものではない。岩の間の松本清張さんは、そのまま、『湖畔の人』などの短篇を書きつづけて、やがて帰って行った。『断碑』が『別冊文藝春秋』にのった。私は、その発表を首を長くして待った。あのときは、執拗な松本さんの追求を、ようやく追っぱらったというような感で、ねばりつくように鋭い凝視からのがれたのだったが。『断碑』の木村卓治は、私の接したことのない、冷たい、むしろ残酷なほど無残な、ねばっこい人の影像だった。材料も、私がしゃべった溺れるような師弟の愛情の追憶などは、ほとんどカットになって、また、ミツギ夫人のあたたかい愛情の生活などは、いっこうに出てこなかった。もちろん、それはフィクションである。別にそれに対して、水をさす気はつゆほどもないが、かりにそれが正しい評価にしても、いちおう、『断碑』の森本さんには被害者側の資料が強すぎるようにも、そのときは思えた」と記している[8]。
- 1970年には「その二階のいちばん奥の「岩」という部屋に、松本さんはいた。障子の前に立つと、なにか唸っているすごい気迫がせまってきた。松本さんは掘りごたつにしがみついて原稿を書いていて、メガネのガラスまでとびだしたすごい目をギョロッとむき、太くて黒い唇をぎらぎらさせて、来意をのべた」「酒に酔っていた私は、森本さんと聞くだけでその場から逃げ出したかった」「この作家はその消えてしまった旧師を知ろうとしている。私は穴があれば入りたかった。だいいち、私の記憶はまるで薄く、松本さんの鋭い目と情熱にはもうしどろもどろで、自分ながら目をそむけたい状態だった」と述べている[9]。

その後も著者は、電話で教示を受けるなど藤森栄一との交流が続き、1973年12月に藤森が死去すると、藤森の著書『かもしかみち』を「不朽の名著」と称えた。

### その他
歴史学者の直木孝次郎は、本作について「よくしらべてあって、そのころの学界の状況がかなり的確に書きこまれていた。発表当時私の知りあいの若い考古学者たちは、だれが資料を提供したのかをよく話題にしていたが、材料が作中によくこなされていることは、作者自身相当に考古学を勉強していることを思わせた」と述べている。
考古学者の森浩一は「ぼくが清張さんの作品を初めて読んだのは、昭和二十九年ですから、もう四十年近く前になりますね」「そのころ世間では考古学は飯の食えない学問だと言われてまして、ぼくも親戚から「お前、そんなの止めとけ」と言われてたんです。ですから、考古学をテーマにしたものが小説になるのかと、よけい『風雪断碑』に惹かれました」と述べ、考古学者の江上波夫は「この小説は学界では結構評判になったんですよ。それが松本清張という名前を知った最初でした」と述べている。

## 文学者による評価
日本近代文学研究者の田中実は、本作の手法が太宰治『人間失格』を連想させるとした上で「（本作の）「語り手」はいったん卓治とその論敵を等価に扱い、卓治の怨念を内側から露出させた。その怨念を描き出す経緯は一方で官学の実態を逆照射し、それと同時に卓治の人生の空しさをも浮かび上がらせているのであり、ここに『断碑』の「詩」の秘密、この小説の方法があった」と評している。
日本近代文学研究者の松本常彦は、本作における人物の表現が、森本六爾の編集していた雑誌『考古学』の、森本六爾追悼号として出された第7巻第3号（1936年3月）に掲載された浜田青陵、肥後和男、坪井良平による追悼文の影響を受けていることを指摘した上で、清張の言う「私なりの彼をここに書いた」についてその母胎が雑誌『考古学』にあったと推測、「小説「断碑」の起源は、清張が（朝日新聞社勤務時代の同僚である）浅野隆に導かれ森本六爾を知り、「考古学」などを通じて森本の考古学の仕事や生涯に接し、とりわけ森本追悼号に深く打たれたことにあると考える」「清張にとって森本とその考古学は、会社の同僚から偶然に聞いた一時的な挿話などではなく、東京考古学会会員の浅野隆を介して、自らも森本の考古学を吸収した可能性が高い」と述べている。
小説家の北村薫は「評伝的系譜に連なる学者ものの名品」「報われぬ天才を描く作品群の代表格」と述べている。

## 関連文献
- 北九州市立松本清張記念館『新進作家松本清張取材に走る : 信州上諏訪・富士見行 : 1953.12.30-1954.1.1 : 特別企画展』北九州市立松本清張記念館、2007年。全国書誌番号:21283877。 - 藤森栄一に取材した第4章「藤森栄一氏と「断碑」」において、本作執筆時の取材内容と森本六爾の実像について検証。